# Medaglia per i benemeriti della finanza pubblica
La medaglia ai benemeriti della pubblica finanza ed il relativo diploma erano un'onorificenza istituiti dalla Repubblica italiana con la legge n. 405 del 1955 per premiare:
- le persone e gli enti che con studi o ricerche di riconosciuto valore o con la partecipazione od organizzazione di convegni od organismi di studio o con la direzione di riviste o collane di studi, abbiano contribuito nel campo nazionale od internazionale al progresso degli studi in materia di finanza pubblica;
- le persone che abbiano acquistato particolari benemerenze partecipando a commissioni di studio o collaborando in qualsiasi modo con l'Amministrazione finanziaria per il perfezionamento del sistema tributario, nonché i funzionari dell'Amministrazione finanziaria, gli impiegati delle carriere direttive e di concetto e agli ufficiali del Corpo della Guardia di finanza[2] e gli appartenenti alle Commissioni di contenzioso tributario che si siano resi particolarmente benemeriti o per avere per lungo tempo lodevolmente adempiuto i loro doveri o per aver reso servizi di eccezionale importanza.

Il diploma di benemerenza poteva essere di prima, di seconda o di terza classe e dava la facoltà di fregiarsi, rispettivamente, della medaglia d'oro, d'argento o di bronzo.
Il regolamento per la concessione fu approvato nel 1959 e modificato nel 1967 .
La medaglia è stata abrogata nel 2001 .

## Conferimento
Il riconoscimento veniva concesso con Decreto del Presidente della Repubblica, su proposte fatte annualmente dal Ministro dell'economia e delle finanze in base ad un parere espresso da una Commissione, nominata e presieduta dallo stesso Ministro e composta dai direttori generali del Ministero e da tre esperti scelti fra i professori universitari ordinari di scienza delle finanze e diritto finanziario o di materie affini, nominati dal Ministro dell'economia e delle finanze, di intesa con il Ministro dell'istruzione, dell'università e della ricerca.
Non potevano essere concessi diplomi di benemerenza per aver lodevolmente adempiuto i propri doveri se le persone designate non avessero compiuto - se funzionari - almeno quindici anni di effettivo servizio nell'Amministrazione finanziaria o - se appartenenti alle Commissioni del contenzioso tributario - non avessero svolto le loro funzioni almeno per due quadrienni.

## Insegne
La medaglia ha un diametro di 32 mm e reca
nel recto:il simbolo della Repubblica;
nel verso:una corona di quercia che racchiude la leggenda "Ai benemeriti della pubblica finanza".
Le medaglie, alle quali danno diritto la concessione dei diplomi, si portavano sul petto, a sinistra, appese ad un nastro di seta dai colori nazionali, disposti in senso verticale, della larghezza di 32 mm, bordato da bande di colore giallo, larghe 4 mm.
Il nastrino relativo alle medaglie concesse ad ufficiali della Guardia di finanza aveva nella parte mediana una stelletta d'oro per la medaglia d'oro, una stelletta di argento per la medaglia d'argento o una stelletta di bronzo per la medaglia di bronzo.